# Ampelocissus sarcocephala
Ampelocissus sarcocephala là một loài thực vật hai lá mầm trong họ Nho. Loài này được Planch. miêu tả khoa học đầu tiên năm 1885.